# ブローロ (トリノ県)
ブローロ（伊: Burolo）は、イタリア共和国ピエモンテ州トリノ県にある、人口約1,100人の基礎自治体（コムーネ）。

## 地理

### 位置・広がり

#### 隣接コムーネ
隣接するコムーネは以下の通り。括弧内のBIはビエッラ県所属を示す。
- ボッレンゴ
- カシネッテ・ディヴレーア
- キアヴェラーノ
- イヴレーア
- トッラッツォ (BI)